# دمشق
دَمِشق، پایتخت و بزرگ‌ترین شهر سوریه، قدیمی‌ترین پایتخت کنونی جهان و چهارمین شهر مقدس اسلام پس از مکه، مدینه و بیت المقدس است.

## تاریخ
دمشق در هزاره سوم پیش از میلاد تأسیس شد. به این ترتیب، دمشق یکی از قدیمی‌ترین شهرهای خاورمیانه است، و تا پیش‌از جنگ داخلی سوریه، قدیمی‌ترین شهر پرجمعیت جهان که همچنان موقعیت خود را حفظ کرده، محسوب می‌شد. این شهر تاکنون شاهد ظهور و سقوط امپراتوری‌های گوناگونی بوده است.
دمشق در طول سده‌های متمادی نام‌های خاصی داشته است. اولین نام آن جلق و سپس جیرون بوده است. پس از آن ارم و همچنین عذرا، بیت رامون، عین الشرق، باب‌الکعبه، فسطاط المسلمین و مدینة الیاسمین نیز از نام‌های دیگر آن بوده است.
در منطقه دمشقِ قدیم، خیابانی به نام «مستقیم» وجود دارد. در انجیل گفته‌شده که پولس قدیس پس از «کور شدن» در راه دمشق، در آن خیابان ساکن شد.

### جنگ داخلی سوریه
با گذشت بیش از ۱۱ سال از آغاز جنگ داخلی سوریه در سال ۲۰۱۱ میلادی، در دمشق زندگی «عادی» به‌نظر می‌رسد. با این وجود، به دلیل شرایط جنگ داخلی، در سال ۲۰۱۴ میلادی، دمشق به ردیف «چهارمین شهر ارزان دنیا» از میان ۱۳۱ شهر مهم دنیا سقوط کرد.

## ریشه‌شناسی نام

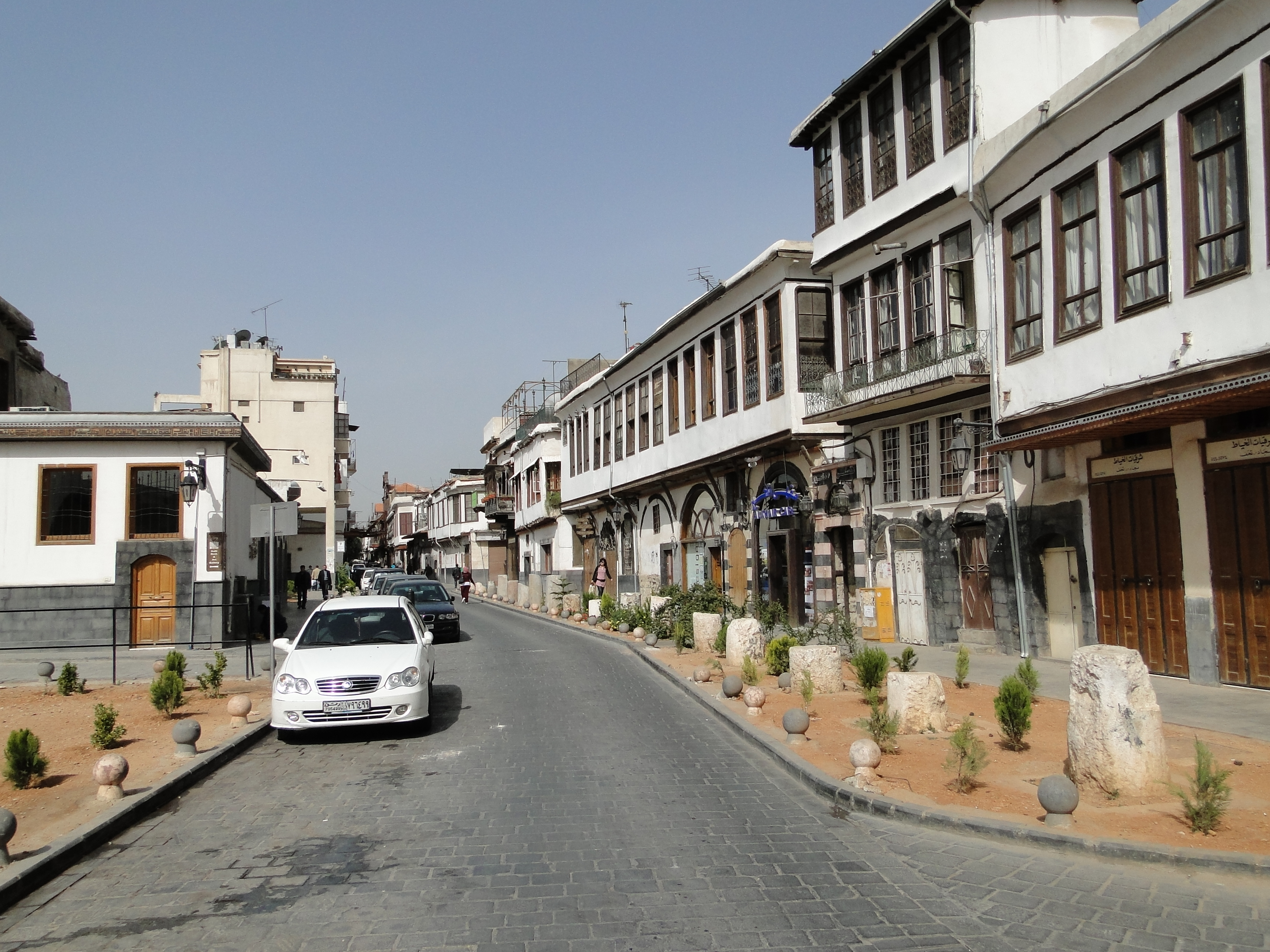
خیابان باب شرقی دمشق سوریه

نام دمشق ابتدا در لیست جغرافیایی تحوتموس سوم به عنوان ṯmśq یا (𓍘𓄟𓊃𓈎𓅱)   در قرن ۱۵ پیش از میلاد مسیح عنوان شد. ریشه نام باستانی ṯmśq نامشخص است. این نام به صورت Imerišú (𒀲𒋙) در زبان آکدی، ṯmśq (𓍘𓄟𓊃𓈎𓅱) در زبان مصر باستان، Damašq (𐡃𐡌𐡔𐡒) در آرامی باستان و Dammeśeq (דַּמֶּשֶׂק) در عبری کتاب مقدس ثبت شده است. تعدادی از املای آکدی در نامه‌های امارنا، از قرن 14 قبل از میلاد، یافت شده است: Dimašqa (𒁲𒈦𒋡)، Dimašqì (𒁲𒈦𒀸𒄀) و Dimašqa (𒁲𒈦𒀸𒋡).
املای‌های بعدی آرامی نام دمشق اغلب شامل یک "رش" اضافی (حرف ر) هستند، که ممکن است تحت تأثیر ریشه "dr" به معنای "اقامتگاه" باشد. بنابراین، نام انگلیسی و لاتین این شهر دمشق است که از یونانی Δαμασκός وارد شده و از دارمشک (דרמשק) قمرانی و دارم‌سوق (ܕܪܡܣܘܩ) در سریانی،   به‌معنی «یک سرزمین پرباران» گرفته شده است. 

در زبان عربی، این شهر دمشق (Dimašq) نامیده می‌شود. این شهر همچنین توسط شهروندان دمشق و سوریه و سایر کشورهی همسایهٔ عربی و ترکیه به عنوان aš-Šām شناخته می‌شود (Şam). Aš-Šām عبارتی برای سرزمین شام و برای سوریه است. سرزمین بعدی و به ويژه سوریه تاریخی،  بلاد الشام (Bilād aš-Šām) ت.ت. 'سرزمین شام' نامیده شد. این اصطلاح به لحاظ ریشه‌شناسی به معنای "سرزمین سمت چپ" یا "شمال" است، زیرا کسی در حجاز که به سمت شرق و طلوع آفتاب رو کرده باشد، شمال را در سمت چپ خود خواهد یافت. این در تضاد با نام یمن (اَلْيَمَن al-Yaman) است که به معنای "سمت راست" یا "جنوب" می‌باشد. واریانت ش ء م (š-ʾ-m) نیز در عربستان جنوبی باستان ثبت شده است، که به صورت 𐩦𐩱𐩣 (šʾm) آمده و دارای همان توسعه معنایی است.
| ti | ms | q | w | xAst |

| ti | ms | q | w | xAst |

| ti | ms | z · q | w |

| ti | ms | z · q | w |

## جمعیت
در سرشماری سال ۲۰۱۹ میلادی، جمعیت شهر دمشق که خود یک استان مستقل به‌شمار می‌رود حدود ۲/۰۷۹/۰۰۰ نفر تخمین زده شده است.
در ۳۱ دسامبر سال ۲۰۱۱ جمعیت این شهر (این استان) برابر با ۱٬۷۵۴٬۰۰۰ تخمین زده شده است.
به علت ورود بخش قابل توجهی از آواره شدگان سوری به استان دمشق و استان ریف دمشق، جمعیت این دو استان در مجموع در سال ۲۰۱۵ حدود ۵ میلیون نفر تخمین زده شده است.

## مناطق

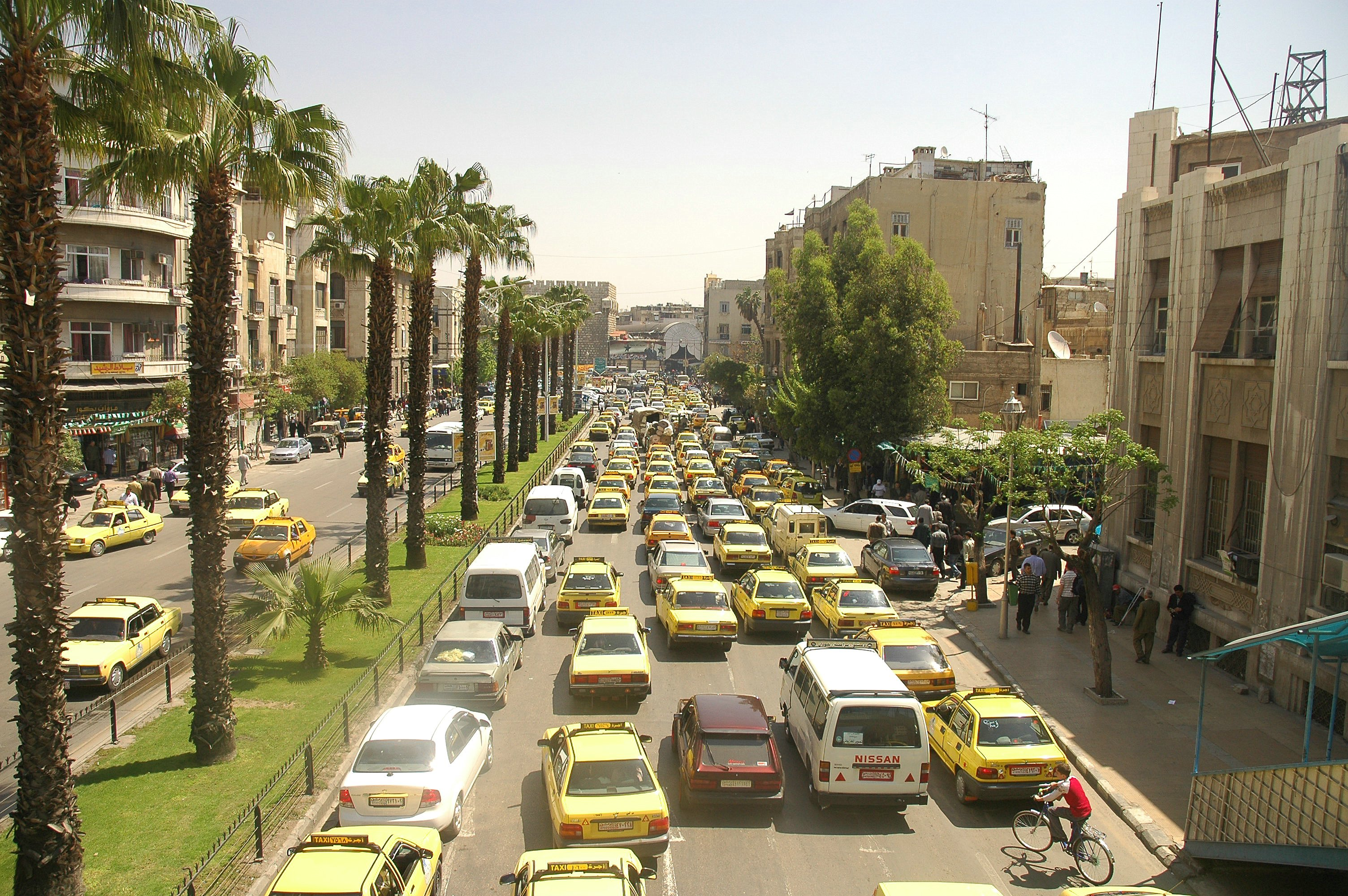
ترافیک دمشق

منطقه «قدیم دمشق» در حد فاصل منطقه مسیحی‌نشین و یهودی‌نشین، در مرکز شهر واقع شده است. خیابان‌های منطقه قدیم دمشق سنگ‌فرش هستند.
«ابورمانه» مرفه‌نشین‌ترین منطقه دمشق است. بسیاری از سفارت‌خانه‌های خارجی در این منطقه در غرب دمشق واقع شده‌اند و ثروتمندترین اهالی دمشق در این محله زندگی می‌کنند. ساختمان مرکزی ستاد کل ارتش سوریه در این منطقه قرار دارد. در این محله خیابان المَهدی قرار دارد که چندین مجتمع امنیتی و نظامی در آن واقع شده‌اند. سفارت ایالات متحده آمریکا در دمشق در خیابان المنصور در منطقه «ابورمانه» واقع شده است.
همچنین منطقه مرُفه‌نشین «مزعه» از دیگر مناطق مهم دمشق است. مقر حزب بعث سوریه، سفارت روسیه در دمشق و تعدادی از کلوب‌های شبانه در این منطقه قرار دارند.
سفارت کانادا و سفارت ایران در منطقه پُر رفت‌وآمد «مَزه» در مرکز دمشق واقع شده‌اند. در این منطقه چندین ساختمان دولتی قرار دارد و تعدادی از مقامات عالی‌رتبه حکومت بشار اسد هم در این محله سکونت دارند.
میدان امویه در مرکز دمشق، مرکز ساختمان تلویزیون دولتی سوریه است. از دیگر میدان‌های مهم دمشق، می‌توان به میدان مرجه در مرکز شهر دمشق و در نزدیکی ایستگاه تاریخی خط آهن حجاز اشاره کرد. میدان مرجه در انتهای غربی منطقه «قدیم دمشق» و در مجاور بازار حمیدیه واقع شده است. مرکز رایزنی فرهنگی ایران، دفتر سازمان حج و زیارت و بعثه علی خامنه‌ای، رهبر حکومت جمهوری اسلامی در نزدیکی میدان مرجه دمشق قرار دارند.
میدان حجاز در مرکز دمشق واقع شده است. ساختمان راه‌آهن سوریه در نزدیکی این میدان قرار دارد.
«قابون»، «جوبر» و «حجرالاسود» از دیگر محلات شهر دمشق هستند. منطقه «رُکن‌الدین» نیز یکی از محلات مرکزی شهر دمشق است. میدان شمدین در منطقه رکن‌الدین واقع شده است.
«زینبیه» از دیگر محلات شهر دمشق است. مدفن سیده زینب، نوه محمد، پیغمبر اسلام، در این محله قرار دارد و از زیارتگاه‌های شیعیان است. «الشاغور» از دیگر مناطق شیعه‌نشین است که در مرکز دمشق واقع شده است.
خیابان بغداد از خیابان‌های مرکزی شهر دمشق است. این خیابان از یک‌سو به میدان سبع بحرات وصل می‌شود. بانک مرکزی سوریه در نزدیکی این میدان واقع شده است.
«باب مصلی» از دیگر مناطق شهر دمشق است. این منطقه مرکز حمل و نقل بین‌شهری و مملو از مغازه‌ها و مراکز خرید است.
میدان عباسیین در شرق دمشق واقع شده است. این منطقه، سابقاً یکی از محلات اعیان‌نشین شهر بود.
کاخ ریاست‌جمهوری سوریه که مجموعه‌ای از دو کاخ جداگانه است، یکی به نام «کاخ مردم» بر بلندی‌های کوه قاسیون در شمالِ‌غربی دمشق، و دیگری به نام «کاخ مهاجرین» در محله مهاجرین در شمال شرقی دمشق واقع شده‌اند.
از دیگر مناطق دمشق، غار منسوب به اصحاب کهف است که البته در درستی آن اختلاف است.

### حومه
منطقه «کفرسوسه» در حومه جنوبِ غرب دمشق واقع شده. ساختمان جدید وزارت کشور سوریه در این منطقه قرار دارد. شهرک «جدید الفضل» در حومه جنوب غربی دمشق واقع شده است. همچنین منطقه «معضمیه» از دیگر مناطق در حومه جنوبِ غرب دمشق است.
از مناطق حومه جنوبی دمشق می‌توان به منطقه «حجر الاسود» و «یرموک» اشاره کرد. یرموک، نام بزرگ‌ترین ارودگاه آوارگان فلسطینی در سوریه است که بسیاری از ساکنین آن را فلسطینی‌ها و بخشی از اهالی آن را سوری‌ها تشکیل می‌دهند.
در حومه جنوب‌شرقی دمشق منطقه «جَرمانا» واقع شده است. جرمانا، منطقه‌ای عمدتاً دُروزی و مسیحی‌نشین است. نیروگاه تشرین، در این منطقه واقع شده که ازسوی پیمانکاران ایرانی ساخته شد.
در حومه شمال شرقی دمشق مناطق دوما، «جوبر»، «حموریه»، «زملکا»، «عین ترما» و «عربین» واقع شده‌اند.
همچنین منطقه «معربا» در حومه شمالی دمشق قرار دارد. در این منطقه روسپی‌گری در کلوب‌های شبانه رواج دارد.
منطقه «پروژه دُمر» با شهربازی و پارک آبی بر بلندی کوه قاسیون در حومه شمالِ‌غربی دمشق واقع شده است.
در حاشیه شرقی شهر دمشق، منطقه کشاورزی غوطه واقع شده است.
«مرکز تحقیقات نظامی» و «مرکز گارد ریاست‌جمهوری سوریه» در منطقه «جمرایا» واقع شده‌اند.

## فرهنگ و هنر

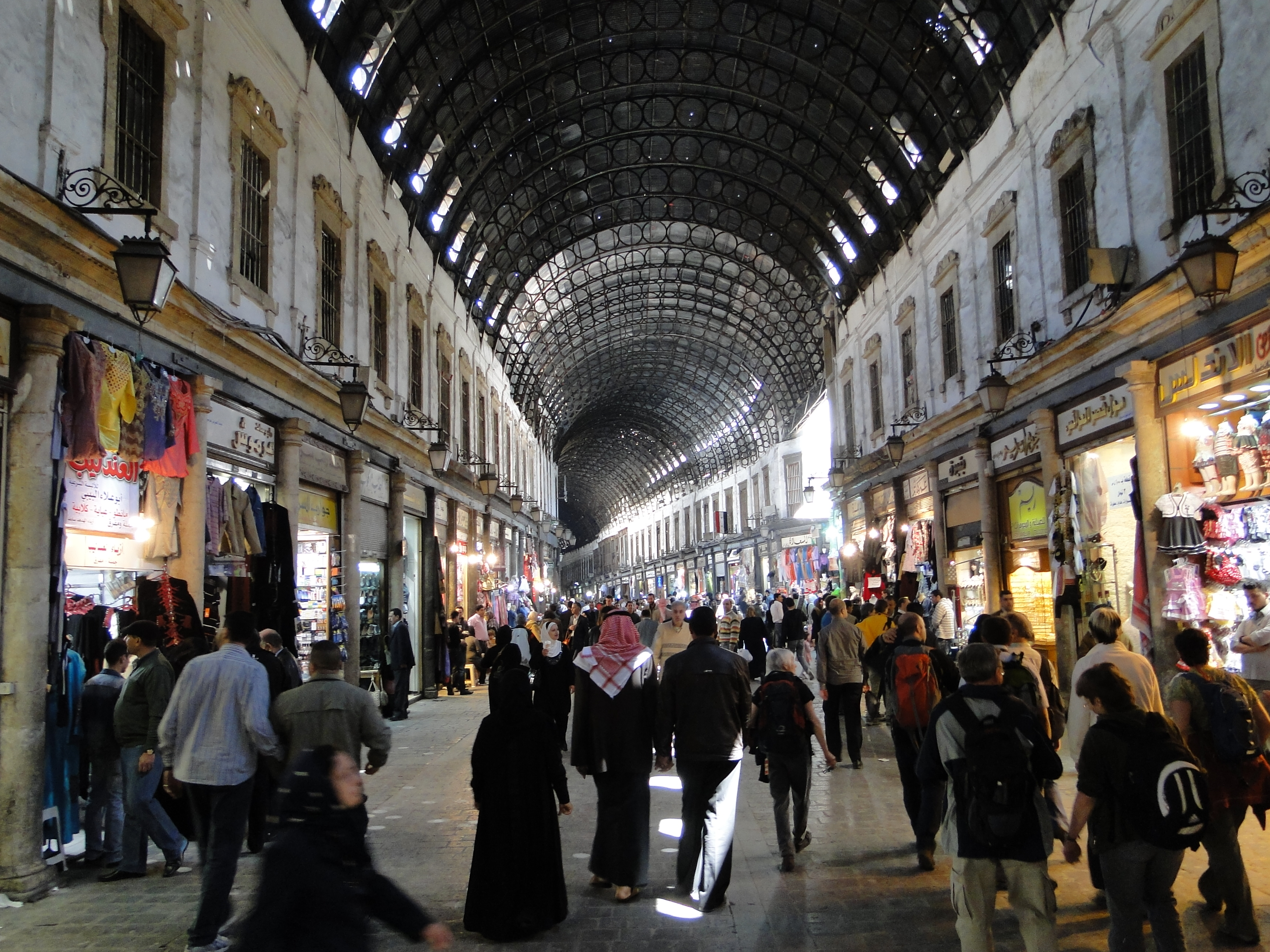
«سوق الحمیدیه» مشهورترین و بزرگ‌ترین بازار سنتی دمشق است.

سوریه از پایگاه‌های مهم رشد تمدن اسلامی بوده است. مسجد جامع اموی دمشق با ۱۴۰۰ سال قدمت از جمله جاذبه‌های مهم گردشگری در شهر دمشق محسوب می‌شود. در سال ۲۰۰۸ میلادی، دمشق به عنوان پایتخت فرهنگی جهان عرب برگزیده شد.
در بخش قدیمی شهر دمشق، بازدید از حمام‌های سُنتی، هتل بوتیک‌ها، خانه‌های تاریخی از جمله کاخ العظم، خانه جبری و خانه عنبر توصیه‌شده‌اند.
از رویدادهای مهم فرهنگی در شهر دمشق می‌توان به جشنواره فیلم دمشق اشاره کرد. همچنین خانه اپرای دمشق از مراکز مهم فرهنگی دمشق محسوب می‌شود.
یکی از مهم‌ترین گالری‌های هنری خاورمیانه، به نام ایام در دمشق واقع شده است.

### صنایع دستی
پارچه‌های رومیزی آغابانی که از ابریشم، نخ‌های طلا و نقره ساخته می‌شوند، از صنایع دستی معروف دمشق هستند.

### ورزش
دمشق میزبان تیم‌های الجیش، الوحده و الجمد در لیگ برتر فوتبال سوریه است.

## امکانات شهری
فرودگاه بین‌المللی دمشق در حاشیه جنوبی شهر دمشق واقع شده است. فرودگاه دمشق از طریق جاده‌ای به طول ۲۱ کیلومتر به شهر دمشق منتهی می‌شود
دانشگاه دمشق و موزه ملی دمشق در منطقهٔ برامکه در مرکز شهر دمشق قرار دارند. تالار اپرای دمشق در «میدان امویه» در مرکز دمشق واقع شده است.
مهم‌ترین بازار دمشق، بازار حمیدیه نام دارد که همچنین به نام «بازار شام» نیز معروف است. بازار حمیدیه در مرکز شهر دمشق و در مقابل «میدان مرجه» واقع شده است. ستون‌های رومی به جای مانده از دوران بیزانس را هنوز می‌توان در میان رواق‌های بازار دمشق دید.
بزرگ‌ترین بیمارستان دمشق بیمارستان مجتهد می‌باشد.

## راه‌های اصلی منتهی به دمشق
جاده حُمص به دمشق از کوه‌های قلمون می‌گذرد و از شمال به شهر دمشق منتهی می‌شود.
شاه‌راه پالمیرا به دمشق منتهی می‌شود. پالمیرا در استان حُمص و در ۲۱۰ کیلومتری دمشق واقع شده است.

### شهرهای اطراف

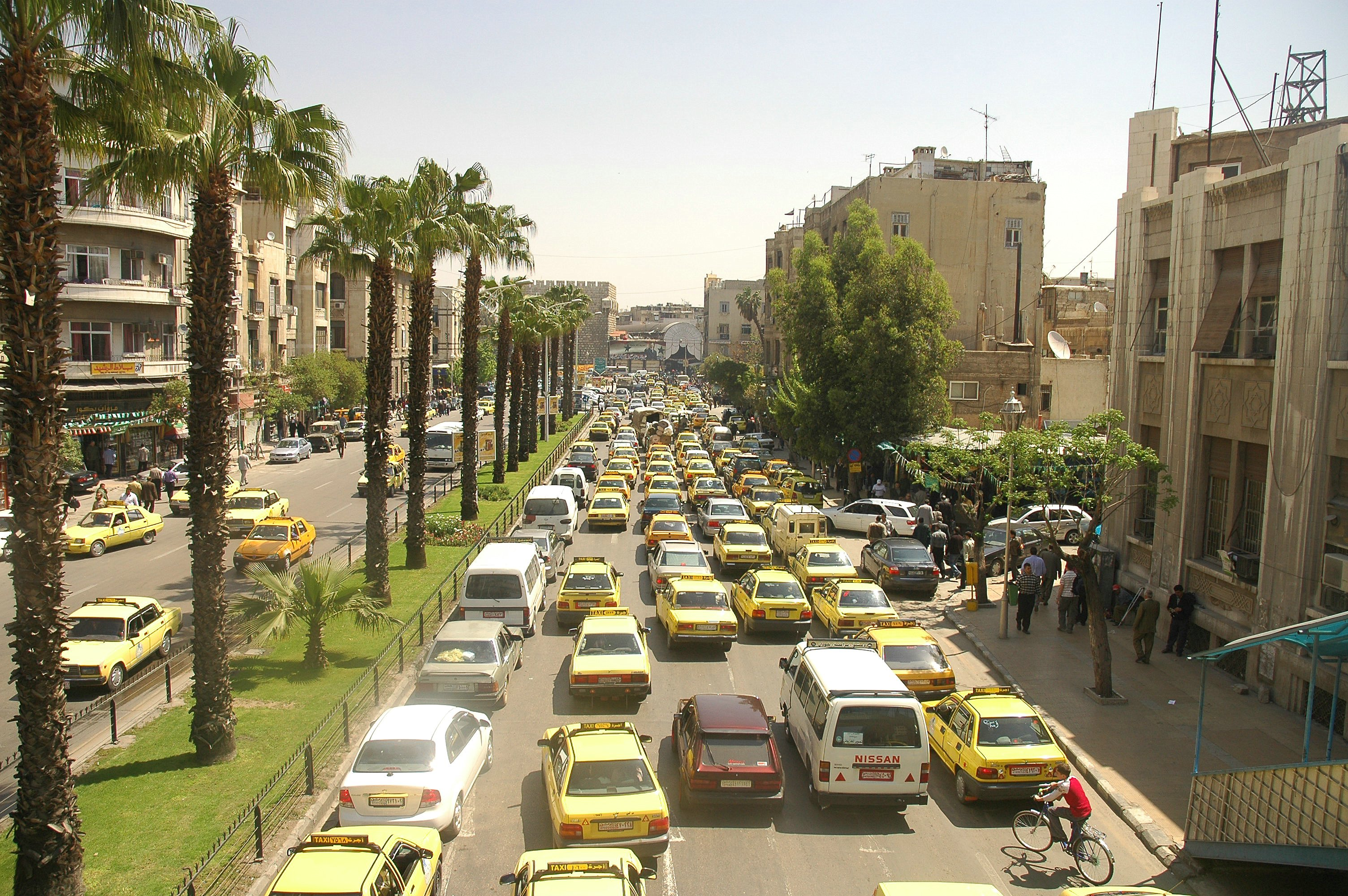
ترافیک دمشق

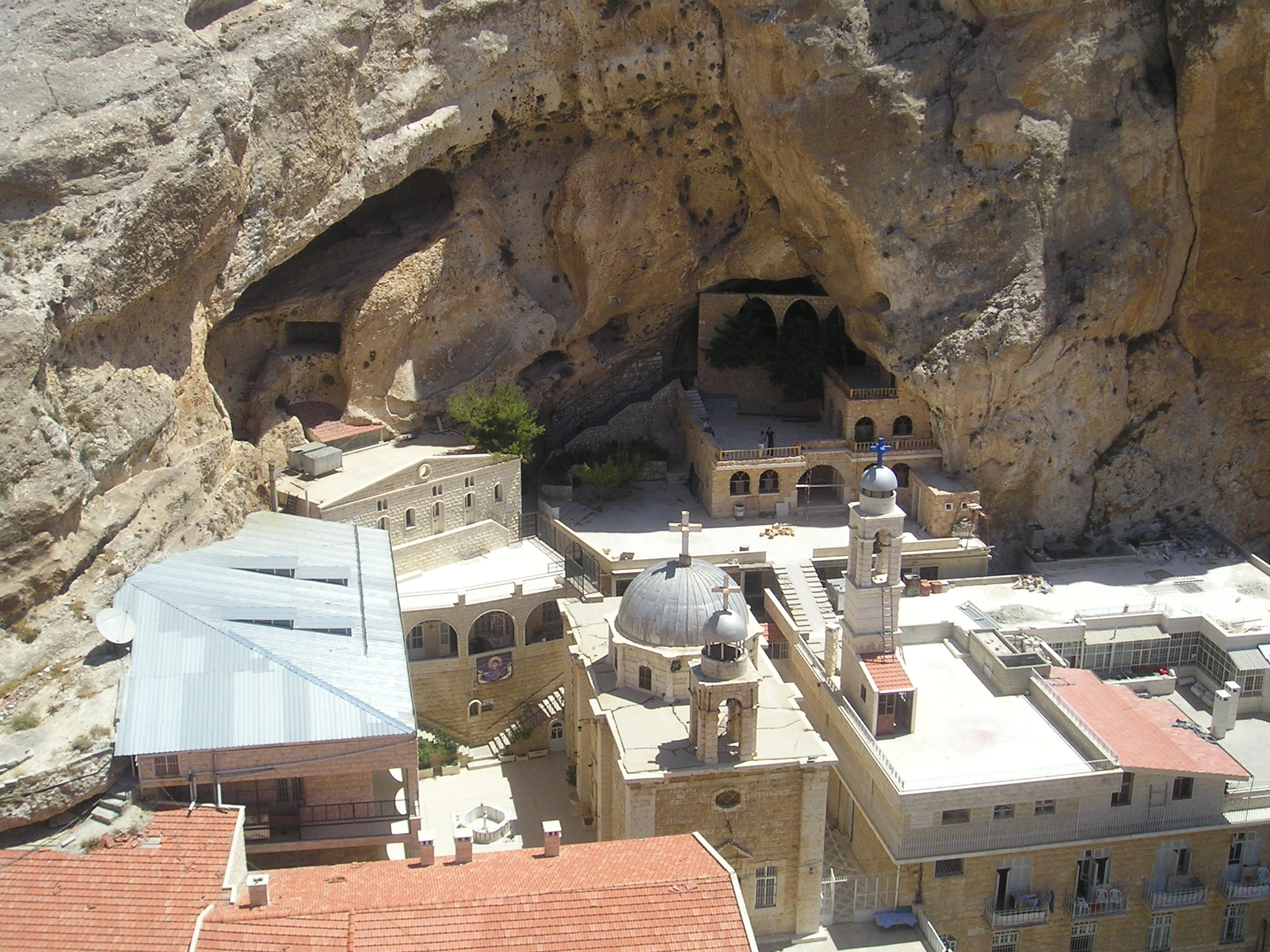
یک صومعه تاریخی در شهر معلولا در اطراف دمشق.

معلولا یکی از مهم‌ترین شهرهای مسیحی‌نشین در شمالِ‌غرب دمشق محسوب می‌شود که دارای کلیساها، صومعه‌های تاریخی و از زیارت‌گاه‌های مهم مسیحیان است.

## نگارخانه

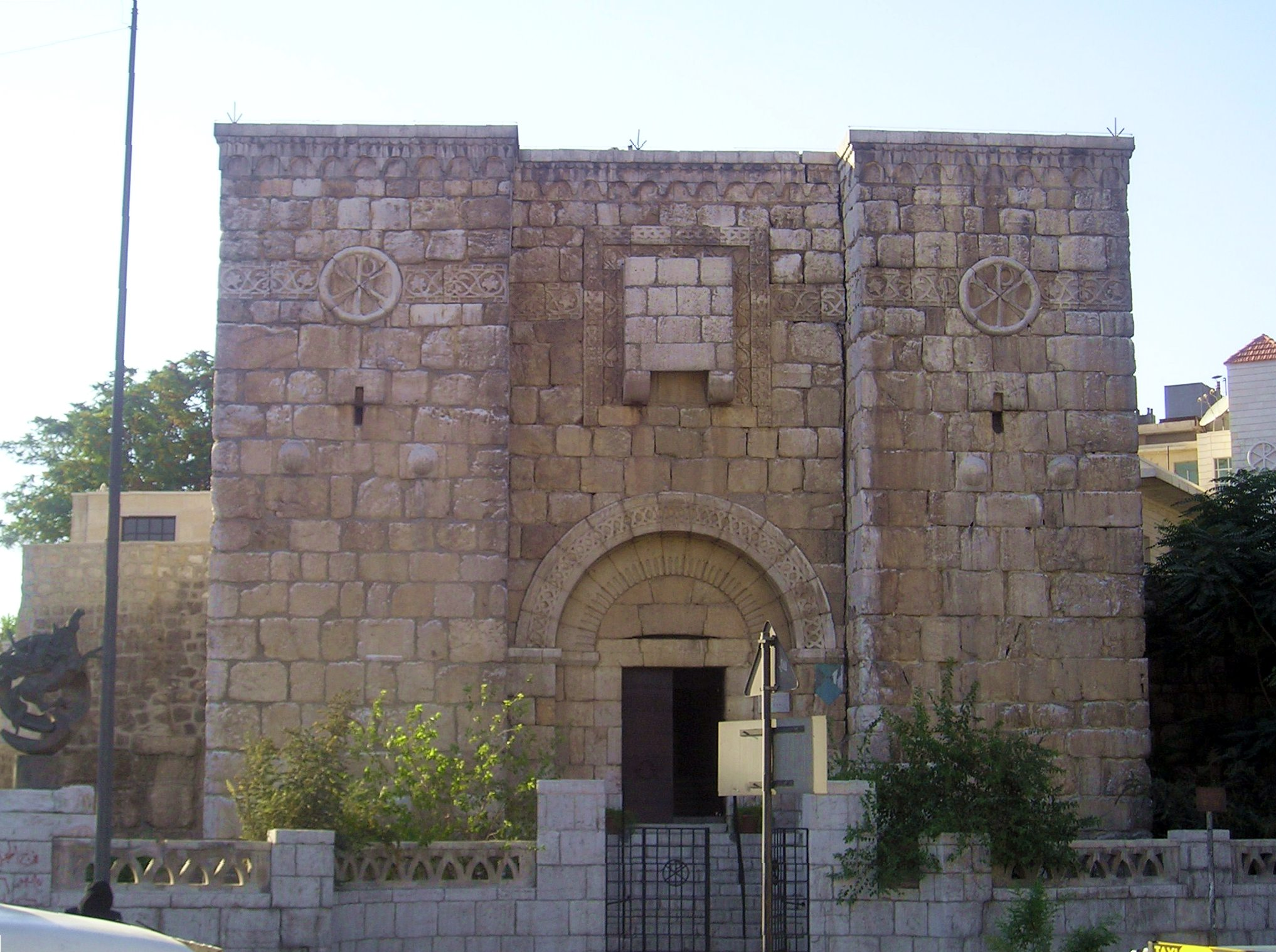
باب کیسان، از دروازه‌های تاریخی شهر دمشق
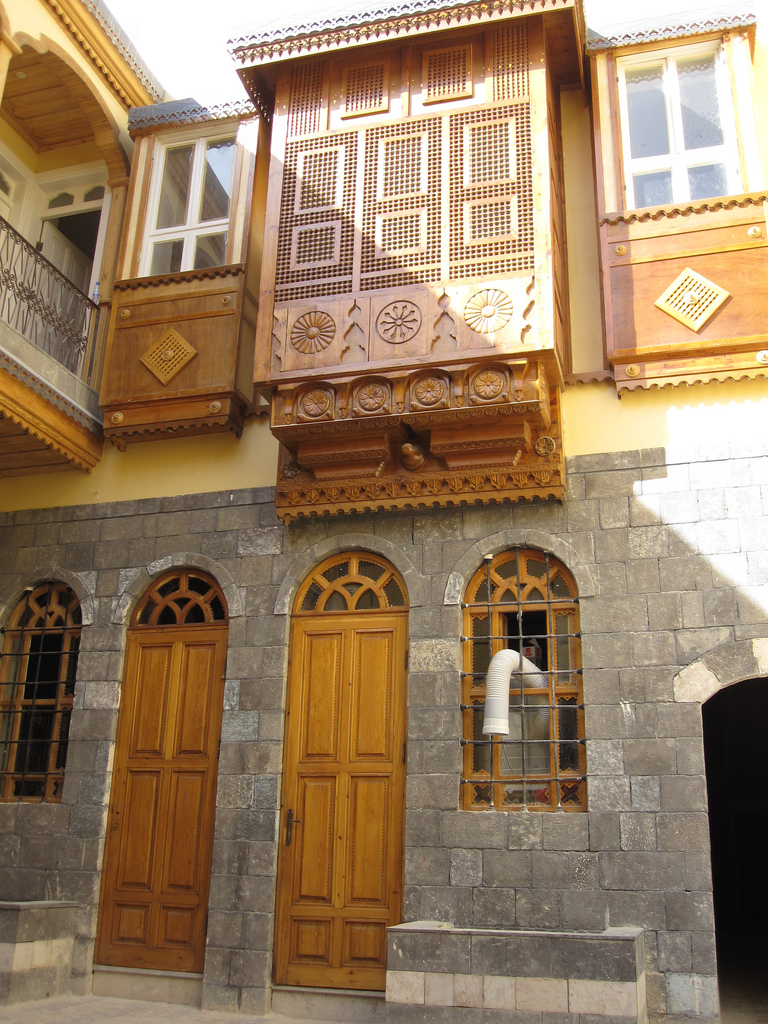
خانه‌ای تاریخی در بخش یهودی‌نشین دمشق
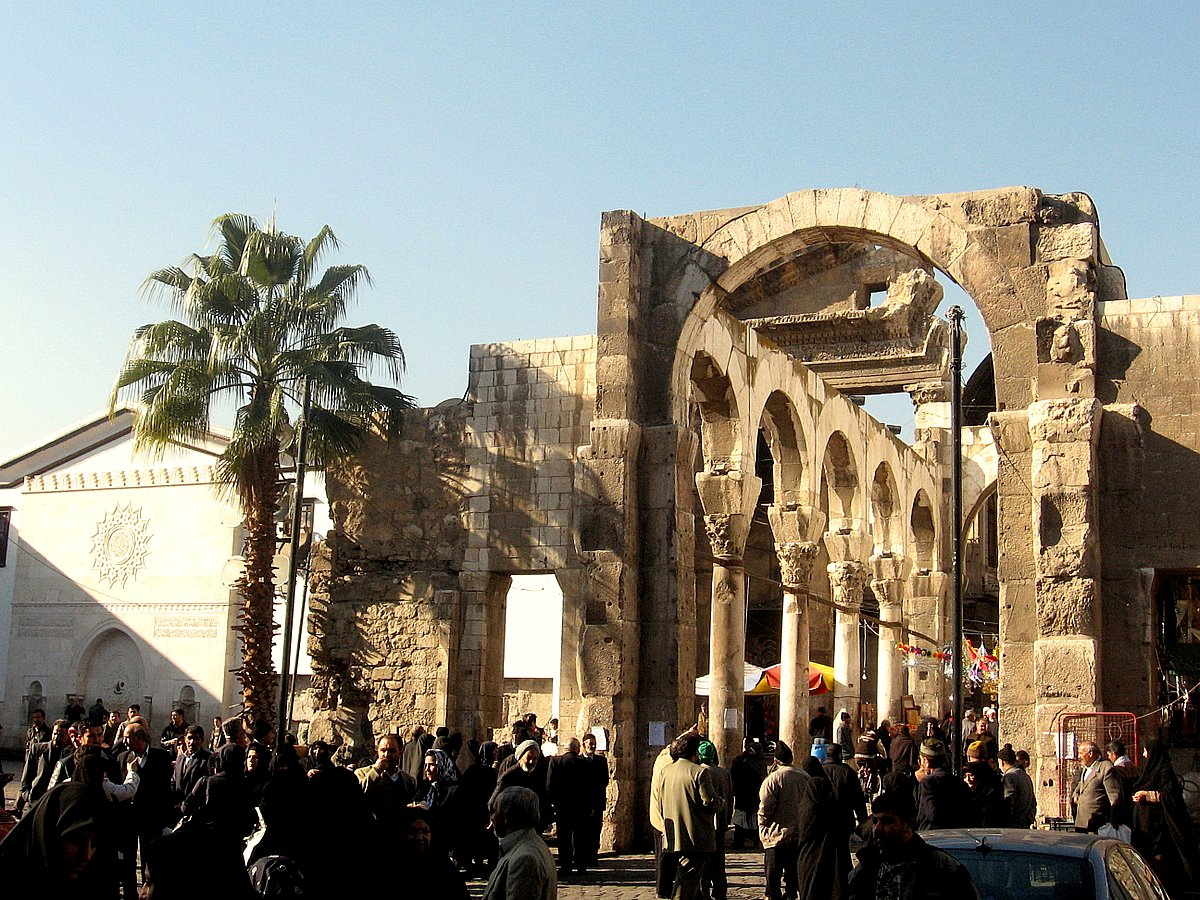
معبد ژوپیتر در بخش قدیمی دمشق
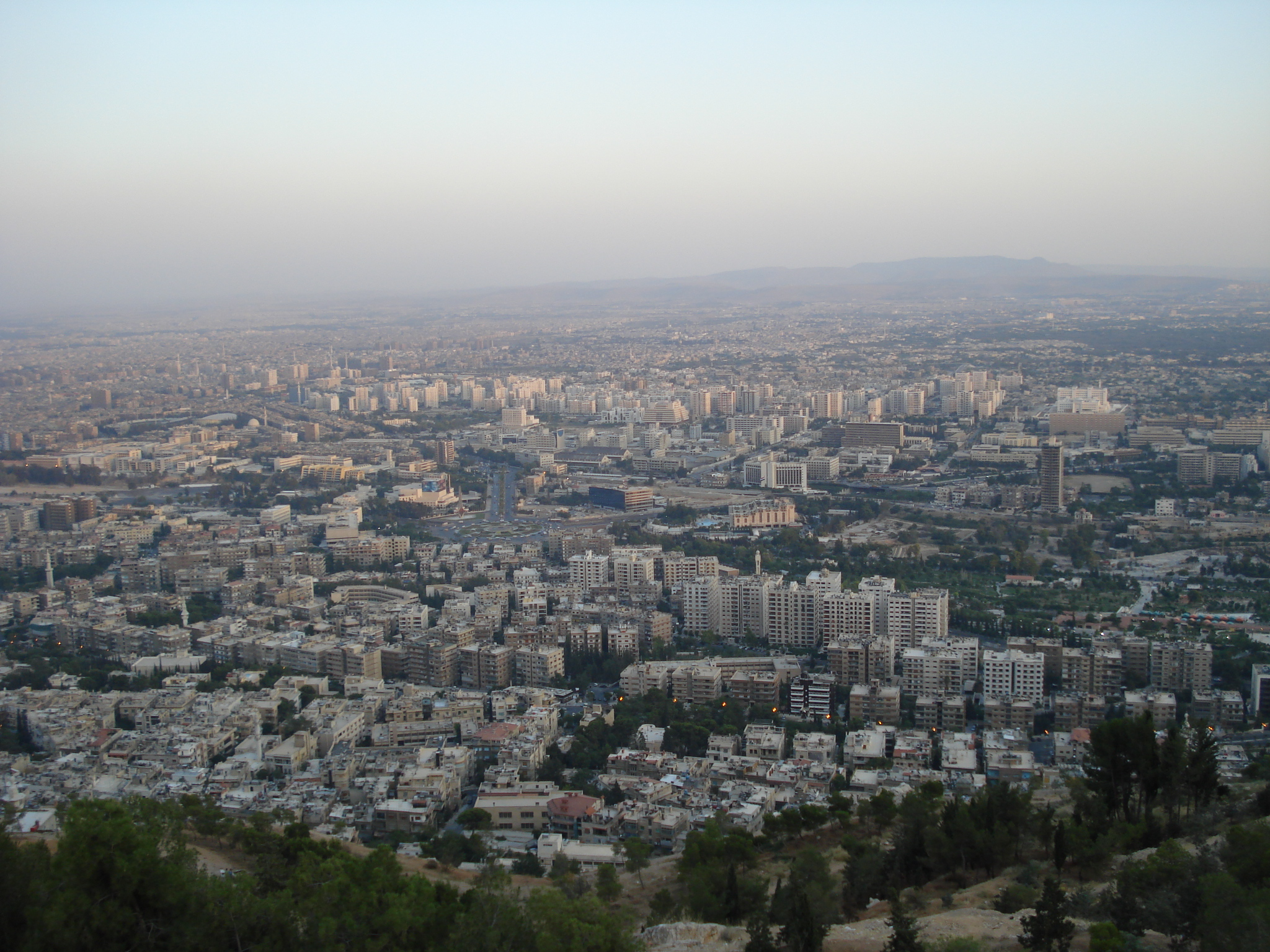
نمایی از دمشق بر فراز کوه قاسیون
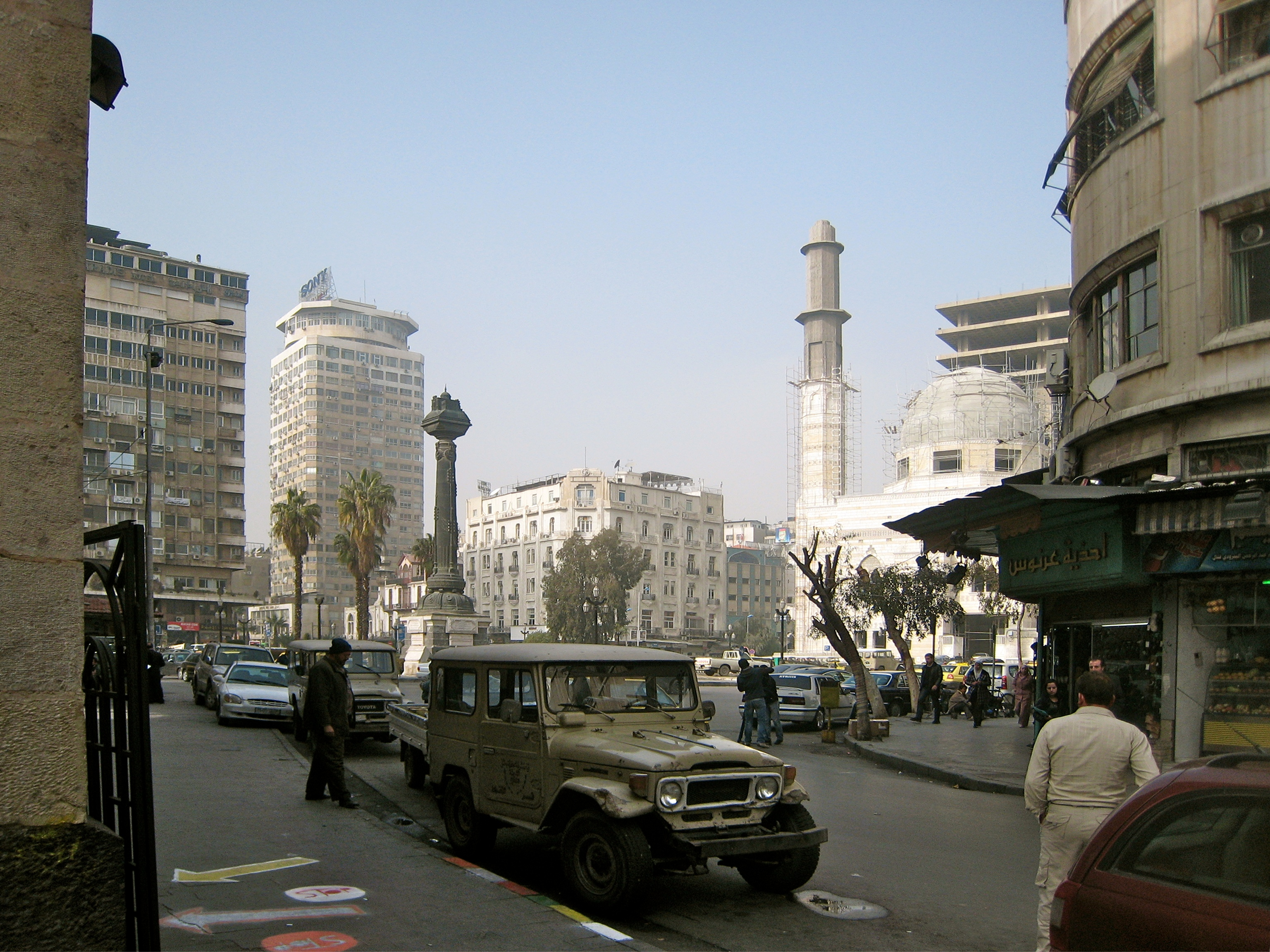
نمایی از میدان مرجه در مرکز دمشق